# Les Contes du chat perché
Les Contes du chat perché est un recueil de contes écrits par Marcel Aymé et publiés entre 1934 et 1946.
L'auteur adopte le point de vue de ses personnages principaux, Delphine et Marinette, deux petites filles d'âge scolaire vivant dans une ferme avec leurs parents et des animaux doués de parole. Elles et les animaux sont complices contre les adultes, leurs parents en particulier. Ces derniers, représentation stéréotypée des ruraux « un peu frustes », ne sont pas méchants et aiment leurs filles, mais les traitent avec une certaine rudesse et ne font pas de sentiment avec les animaux, qu'ils considèrent d'un point de vue purement utilitaire, contrairement aux fillettes qui communiquent avec eux comme avec des personnes. Marcel Aymé déclarait avoir écrit ces contes pour « les enfants âgés de 4 à 75 ans ».

## Présentation

### Introduction de Marcel Aymé
« Je me suis assis sous un pommier, et le chat m'a raconté des aventures qu'il était seul à connaître, parce qu'elles sont arrivées à des bêtes du voisinage et à deux petites filles qui sont des amies. Ces Contes du chat perché, je les donne ici sans rien y changer. L'opinion de mon ami le chat est qu'ils conviennent à tous les enfants qui sont encore en âge où on peut comprendre les bêtes et parler avec elles. »

### Résumés des contes
- Le Loup : Seules à la ferme, Delphine et Marinette s'ennuient un peu. Le loup toque au carreau et supplie qu'on lui ouvre. Malgré les recommandations des parents, les fillettes se laisseraient bien tenter mais l'animal a fort mauvaise réputation. Par ses belles paroles, le loup parviendra-t-il à leur faire oublier qu'il a dévoré le Petit Chaperon rouge et l'agneau de la fable ?
- Les Bœufs : Les filles, qui sont d'excellentes élèves à l'école, décident d'apprendre à lire aux deux bœufs de la ferme. Malheureusement, cela va affecter leur travail en tant qu'animaux de trait.
- Le Chien : En revenant des courses, Delphine et Marinette font une curieuse rencontre : un chien aveugle qui les supplie de l'adopter. Les deux petites filles se laissent bien vite attendrir par l'animal infirme mais ce nouveau compagnon sera-t-il du goût des parents et du chat ? Et tous découvrent l'étrange façon à cause de laquelle le chien est devenu aveugle.
- Le Petit coq noir - 1934.
- L'Éléphant : Durant l'absence de leurs parents, Delphine et Marinette décident de jouer à l'arche de Noé avec les animaux de la ferme. Tout le monde se prend au jeu, notamment une petite poule blanche qui doit jouer le rôle de… l'éléphant.
- Le Mauvais jars - Gallimard, 1935. Alors qu'elles jouent à la balle dans le pré, Delphine et Marinette font la rencontre d'un jars très méchant et très impoli, et qui mérite une bonne leçon. Heureusement, elles ont, pour les aider dans leur vengeance, un âne très malin.
- La Buse et le cochon (1936) : Aujourd'hui la petite ferme est en effervescence : l'âne a entendu les parents dire que le cochon devait être saigné le lendemain. Tous les animaux se mobilisent avec Delphine et Marinette afin de le sauver.
- L'Âne et le cheval : Avant de s'endormir, Delphine et Marinette font le vœu de se transformer en cheval blanc pour l'une et en âne gris pour l'autre. À leur réveil, leurs souhaits se sont réalisés.
- Le Canard et la panthère - Gallimard, 1937 : Voyant que les parents songent à le manger, Delphine et Marinette conseillent au canard de partir en voyage, puisqu'il est intéressé par la géographie. Il part donc faire le tour du monde, et en revient quelques mois plus tard, avec une compagne insolite : une panthère.
- Le Paon : Après la visite de leur cousine Flora, Delphine et Marinette veulent devenir plus élégantes. Le cochon partage le même objectif après avoir vu un splendide paon, venu du château voisin.
- Le Cerf et le chien - Gallimard, 1938. Un cerf traqué par des chasseurs se réfugie à la ferme. Delphine et Marinette comptent bien protéger leur nouvel ami. Elles vont aussi protéger l'un des chiens qui le poursuit, et qui va, lui aussi, devenir leur ami.
- Les Cygnes - Gallimard, 1939. Alors que leurs parents s'absentent, Delphine et Marinette emmènent un petit chiot orphelin au rendez-vous des enfants perdus, pour que les orphelins aient une nouvelle famille. Mais les cygnes qui dirigent cette réunion pensent que les petites sont aussi des enfants perdues. Et qu'elles doivent vite rentrer, sinon elles seront grondées par leurs parents.
- Le Mouton - Gallimard, 1940. Un mouton, ami de Delphine et Marinette, est troqué à un soldat comme nouvelle monture. Les deux petites s'empressent de partir pour retrouver leur ami
- Les Boîtes de peinture - Gallimard, 1941 : Un matin de vacances, Delphine et Marinette se rendent dans le pré, les boîtes de peinture offertes par l'oncle Alfred sous le bras. Tout heureuses de leur nouveau cadeau, elles décident de faire le portrait des animaux de la ferme. Mais le résultat n'est pas du goût de leurs amis et a des conséquences inattendues.
- Les Vaches - Gallimard, 1942. Delphine et Marinette ont égaré les vaches qu'elles devaient mener au pré. Une enquête est lancée par le cochon pour retrouver les disparues. On soupçonne vite une famille de gitans installés dans un pré voisin.
- La Patte du chat - Gallimard, 1944 : Après une bêtise les deux petites filles sont menacées d'aller faire un séjour chez leur cruelle tante Mélina. Le chat Alphonse les aide à résister. Car il a un don, celui de provoquer la pluie en passant la patte derrière son oreille.
- Le Problème - Gallimard, 1944 : Les parents de Delphine et Marinette sont très en colère car celles-ci sont incapables de résoudre leur problème d'arithmétique, et il faut qu'elles y arrivent avant le soir. Pas de panique : les animaux sont prêts à les aider.
- Le Mammouth - Gallimard (1997) : Lorsqu'un jour Delphine et Marinette préparent leurs affaires d'école à regret, elles entendent un drôle de bruit et sont surprises de découvrir un mammouth dans la cour !

## Éditions et illustrations
En 1963, Gallimard les édite pour la première fois en deux volumes connus comme Les Contes bleus du chat perché (8 contes) et Les Contes rouges du chat perché (7 contes). Un recueil définitif intitulé Les Contes du chat perché est paru, de manière posthume, en 1969.
La première édition (1934) des contes a été illustrée par 67 aquarelles de Natan Altman, artiste de l'avant-garde russe, qui séjournait à Paris à l'époque.

### Contes rouges du chat perché (1963)
- Les Bœufs (1934)
- Le Chien (1934)
- Le Paon (1938)
- Les Boîtes de peinture (1941)
- Les Vaches (1942)
- La Patte du chat (1944)
- Le Problème (1946)

### Contes bleus du chat perché (1963)
- Le loup
- Le cerf et le chien
- L'éléphant
- Le canard et la panthère
- Le mauvais jars
- L'âne et le cheval
- Le mouton
- Les cygnes

Dans le recueil regroupant les trois séries de contes, trois nouvelles histoires – ayant toujours les mêmes protagonistes – font leur apparition : « Le petit coq noir » (1934), « La buse et le cochon » (1936) et « Le loup et le Chat » (1938)[réf. nécessaire].

## Suites allographes
Deux contes sont découverts dans les papiers personnels de la veuve de Marcel Aymé. Michel Lécureur précise dans le volume de la Pléiade que les tapuscrits sont dépourvus de « toute annotation manuscrite et de signature. Par le style, le rythme, la syntaxe et le vocabulaire, ces contes diffèrent sensiblement des dix-sept contes publiés de 1934 à 1946. » L'attribution de ces deux contes à Marcel Aymé est sujette à caution. Leur paternité est d'ailleurs revendiquée par un certain Frédéric Lerich.
Nouveaux contes du Chat perché
- Le Mammouth / illustrations Claudine et Roland Sabatier. Paris : Gallimard jeunesse, novembre 1997, 32 p.  (ISBN 2-07-051697-0)
- Le Commis du père Noël / illustrations Claudine et Roland Sabatier. Paris : Gallimard jeunesse, novembre 1996, 32 p.  (ISBN 2-07-050669-X). Rééd. coll. « Folio cadet » n° 367, novembre 1998, 63 p.  (ISBN 2-07-052192-3)

## Adaptations

### Adaptation télévisée
- En 1968 par Arlen Papazian[2], diffusée à partir du 21 décembre 1968 sur la Deuxième chaîne de l'ORTF.
- Les Contes du chat perché sont restitués par Jacques Colombat pour France Animation, conformément aux illustrations de Roland et Claudine Sabatier (Gallimard jeunesse). Le dessin animé est diffusé à partir du 26 décembre 1994 sur Canal+, et au Québec à partir du 9 septembre 1995 à la Télévision de Radio-Canada.

### Livre Audio
- Les contes bleus du chat perché, Adaptation de Le Loup et L'éléphant interprétés par Michel Galabru, Roger Carel et Perrette Pradier, musique originale de François Rauber, livre-disque CD, première parution en 2004, Gallimard  (ISBN 9782075101479).
- Les contes rouges du chat perché, Adaptation de La patte du chat, Le Chien, Les boîtes de peinture et Le Paon, interprétés par Michel Galabru, Roger Carel et Perrette Pradier, musique originale de François Rauber, livre-disque CD, première parution en 2004, Gallimard  (ISBN 9782075136020).

### Disques
- Les contes bleus du chat perché, Adaptation de Le Loup et Le Problème racontés par François Perier, Frédérique Hébrard, Laurence Badie, Jean Rochefort, etc., édité en 1965 par Disques Vogue (réf. LD 689 30).
- Les contes rouges du chat perché, Adaptation de Les Bœufs et Le Chien racontés par François Perier, Frédérique Hébrard, Laurence Badie, Michel Galabru, Henri Virlojeux, etc., édité en 1965 par Disques Vogue (réf. LD 688 30).

### Théâtre
- Le Loup, mise en scène Véronique Vella, Studio-Théâtre de la Comédie-Française, 2016
- Le Cerf et le Chien, mise en scène Véronique Vella, Studio-Théâtre de la Comédie-Française, 2017
- Le Chien ,Mise en scène Raphaëlle Saudinos et Véronique Vella, Studio-Théâtre de la Comédie-Française, 2023

### Opéra
- Chat Perché, opéra rural, Caroline Gautier, musique de Jean-Marc Singier, créé à l'Amphithéâtre de l'Opéra Bastille le 11 mars 2011.